# Olympia-Palace
 (janvier 2010).
L'Olympia-Palace a été la salle de spectacle principale de la ville de Niort dans le département des Deux-Sèvres en France durant 1 siècle, de 1885 à 1986.

## Historique
À l'origine ferme-auberge appelée Hôtel du Grand-Cerf, puis devenue un manège hippique vers 1880, cette salle de spectacle historique de Niort, dénommée le Théâtre du Manège lors de son ouverture au public pendant la saison 1884-1885 (soit il y a maintenant plus de 120 ans), est devenue l’Olympia en septembre 1931 puis l’Olympia-Palace au printemps 1934, réaménagé par Pierre de Montaut et son épouse Adrienne Gorska. L’activité culturelle niortaise fut rythmée par une programmation très éclectique (pièces de théâtre, concerts, opéras, ballets, one-man-show, cinéma...) de cette salle de spectacle devenue mythique au fil du temps ; les soirées artistiques parrainées par l’Harmonie ou les Concerts symphoniques, les Galas des Étoiles organisés par le Para-club aux heureux temps de Salut les Copains, ou encore les fameuses Tournées Charles Baret).